# Expo 67

Karta

Expo 67 (officiellt 1967 International and Universal Exposition) var en världsutställning i Montréal under perioden 27 april till 29 oktober 1967. Den hölls i samband med Kanadas hundraårsjubileum. 
Utställningen var först tänkt att hållas i Moskva, efter beslut i maj 1960 och till 50-årsminnet av Ryska revolutionen. Efter att Sovjet dragit sig ur arrangemantet, tilldelades Kanada utställningen den 13 november 1962.